# سفارت اوکراین در لیوبلیانا
سفارت اوکراین در لیوبلیانا (به لاتین: Embassy of Ukraine) یک منطقهٔ مسکونی و نمایندگی سیاسی این کشور در اسلوونی است که در لیوبلیانا واقع شده‌است.